# Tremblois-lès-Rocroi

Tremblois-lès-Rocroi este o comună în departamentul Ardennes din nordul Franței. În 1 ianuarie 2022 avea o populație de 156 de locuitori.